# Zach Ziemek
Zachery Ziemek (né le 23 février 1993) est un athlète américain, spécialiste du décathlon.

## Biographie
Le 26 juin 2015, il porte lors des Championnats des États-Unis 2015 son record à 8 107 points pour être sélectionné pour les Championnats du monde à Pékin.
Au cours de ce décathlon, il réalise notamment 5,45 m au saut à la perche.
Le 3 juillet 2016, il termine 3e des sélections olympiques américaines, avec 8 413 points, record personnel, se qualifiant pour ses premiers Jeux olympiques où il se classe 7e avec 8 392 pts.
Il remporte le titre national 2018 à Des Moines, après une 2e place en 2017.
En juillet 2022 aux championnats du monde d'athlétisme à Eugene aux États-Unis, Zach Ziemek décroche la médaille de bronze en portant son record personnel à 8 676 pts. Il s'incline devant le Français Kevin Mayer et le Canadien Pierce Lepage

## Palmarès
| Date | Compétition                    | Lieu           | Résultat | Épreuve    | Points    |
| ---- | ------------------------------ | -------------- | -------- | ---------- | --------- |
| 2015 | Championnats du monde          | Pékin          | 15e      | Décathlon  | 8 006 pts |
| 2016 | Jeux olympiques                | Rio de Janeiro | 7e       | Décathlon  | 8 392 pts |
| 2017 | Championnats du monde          | Londres        | —        | Décathlon  | DNF       |
| 2018 | Championnats du monde en salle | Birmingham     | 6e       | Heptathlon | 5 941 pts |
| 2021 | Jeux olympiques                | Tokyo          | 6e       | Décathlon  | 8 435 pts |
| 2022 | Championnats du monde          | Eugene         | 3e       | Décathlon  | 8 676 pts |
| 2024 | Jeux olympiques                | Paris          | 17e      | Décathlon  | 7 983 pts |

## Records

### Records personnels
| Épreuve           | Performance   | Lieu           | Date            |
| ----------------- | ------------- | -------------- | --------------- |
| 100 m             | 10 s 57       | Eugene         | 25 juin 2015    |
| Saut en longueur  | 7,73 m        | Eugene         | 11 juin 2014    |
| Lancer du poids   | 14,77 m       | Eugene         | 25 juin 2015    |
| Saut en hauteur   | 2,10 m        | Athens         | 10 avril 2014   |
| 400 m             | 49 s 04       | Eugene         | 8 juin 2016     |
| 110 m haies       | 14 s 29       | Madison        | 5 mai 2017      |
| Lancer du disque  | 50,90 m       | Des Moines     | 2018            |
| Saut à la perche  | 5,45 m        | Eugene         | 26 juin 2015    |
| Lancer du javelot | 60,92 m       | Rio de Janeiro | 18 août 2016    |
| 1 500 m           | 4 min 41 s 56 | Götzis         | 27 mai 2018     |
| Décathlon         | 8 413 pts     | Eugene         | 13 juillet 2016 |

| Épreuve          | Performance   | Lieu         | Date            |
| ---------------- | ------------- | ------------ | --------------- |
| 60 mètres        | 6 s 75        | Birmingham   | 11 mars 2016    |
| Saut en longueur | 7,65 m        | Geneva       | 26 février 2016 |
| Lancer du poids  | 14,53 m       | Birmingham   | 11 mars 2016    |
| Saut en hauteur  | 2,06 m        | Lincoln      | 24 février 2012 |
| 60 mètres haies  | 8 s 03        | Iowa City    | 12 janvier 2018 |
| Saut à la perche | 5,40 m        | Fayetteville | 9 mars 2013     |
| 1 000 mètres     | 2 min 49 s 95 | Lincoln      | 3 février 2018  |
| Heptathlon       | 6 173 pts     | Birmingham   | 12 mars 2016    |

### Meilleures performances par année
| Année | Points    | Date            | Lieu       | Rang |
| ----- | --------- | --------------- | ---------- | ---- |
| 2010  | 6 437 pts | 28 juillet 2010 | Sacramento | 957  |
| 2011  | 6 666 pts | 11 juillet 2011 | Plainfield | 780  |
| 2012  | 7 042 pts | 12 mai 2012     | Madison    | 490  |
| 2013  | 7 640 pts | 11 mai 2013     | Columbus   | 148  |
| 2014  | 7 981 pts | 12 juin 2014    | Eugene     | 57   |
| 2015  | 8 107 pts | 26 juin 2015    | Eugene     | 40   |
| 2016  | 8 413 pts | 13 juillet 2016 | Eugene     | 13   |
| 2017  | 8 155 pts | 12 août 2017    | Sacramento | 32   |

| Année | Points    | Date            | Lieu         | Rang |
| ----- | --------- | --------------- | ------------ | ---- |
| 2012  | 5 354 pts | 25 février 2012 | Lincoln      | 195  |
| 2013  | 5 937 pts | 9 mars 2013     | Fayetteville | 25   |
| 2014  | 5 913 pts | 15 mars 2014    | Albuquerque  | 26   |
| 2015  | -         | -               | -            | -    |
| 2016  | 6 173 pts | 12 mars 2016    | Birmingham   | 3    |
| 2017  | -         | -               | -            | -    |
| 2018  | 6 043 pts | 3 février 2018  | Lincoln      | 9    |